# چارلز هورتر
چارلز هورتر (انگلیسی: Charles Horter؛ زادهٔ april ۲۷, ۱۹۴۷ (۷۷ سال)) ورزشکار اهل ایالات متحده آمریکا است.
وی در مسابقات کشوری و بین‌المللی در مجموع برندهٔ ۱ مدال برنز شده‌است.